# Одерс Вілсон
Одерс Делл Вілсон (англ. Oders Dell Wilson, 9 грудня 1954, Вінтер Гейвен, Флорида, США — 29 жовтня 1991, США) — американський стронгмен.

## Особисті показники
- Присідання з вагою: 452.2 кґ
- Вивага лежачи: 257 кґ
- Мертве зведення: 397.5 кґ